# 穆罕默德·阿克巴·汗王儲
阿富汗王储穆罕默德·阿克巴尔·汗（Muhammed Akbar Khan，1933年8月4日—1942年11月26日）是阿富汗国王穆罕默德·查希尔·沙阿的长子，生前是阿富汗王位的第一继承人兼王儲。